# عصر آبی
عصر آبی  یا سویر بلُ(به فرانسوی: SOIR BLEU) نام اثری فیگوراتیو از ادوارد هاپر، نقاش برجستهٔ آمریکایی در سبک واقع‌گرایی است که در اوایل سال ۱۹۱۴ میلادی خلق شد.
اثر ۷ نفر از سه طبقه مختلف اجتماعی را در سه میز کنار هم، در کافه‌ای و یا در مهمانی در جنوب فرانسه به تصویر کشیده‌است.